# Crystal Palace (Londra)
Crystal Palace è un quartiere situato a sud di Londra, diviso tra i borghi di Bromley, Croydon, Lambeth, Lewisham e Southwark. Prende il nome dal Crystal Palace, costruzione che occupò l'area tra il 1854 e il 1936, quando fu distrutto da un incendio.

## Storia
All'inizio vi era situata una quercia usata per marcare i confini di una parrocchia. Nelle vicinanze fu costruito un palazzo confinante con cinque distretti amministrativi londinesi: Bromley, Croydon, Lambeth, Southwark e Lewisham.
Per secoli, il territorio fu occupato dal Great North Wood, un'area estesa di querce che formarono una regione selvaggia vicino all'orlo meridionale della città. La leggenda locale dice che la nave di Sir Francis Drake, the Golden Hind, era costruita con legno di quercia proveniente da questa zona.
La foresta fu un'area di ricreazione dei londinesi nel XIX secolo; era anche un luogo di ritrovo di zingari. Tuttora l'area ospita uno spazio boscoso di dimensioni rilevanti per un'ubicazione urbana.
Negli anni settanta del XIX secolo vi fu anche costruita una linea ferroviaria.

## Il palazzo
L'edificio fu il successo della Great Exhibition, del 1851 ad Hyde Park, il palazzo, detto The Crystal Palace per la sua innovativa struttura in vetro e ghisa, fu ricostruito successivamente all'Esposizione: l'originale, infatti, doveva essere una struttura provvisoria, ma risultò talmente gradito alla popolazione che si volle appunto ricostruirlo, seppure in forma diversa, allargando inoltre il territorio del Penge Place sulla Collina di Sydenham.

## Il parco
Il parco circostante era una tenuta vittoriana usata per molti eventi culturali, patriottici e sportivi.
Lo scultore Waterhouse Hawkins fu il primo ad esporre due modelli di Mantellodon, ovvero ricostruzioni obsolete di Iguanodon col loro nome primordiale, in quanto lui stesso aveva rinvenuto dei resti fossili nelle vicinanze; successivamente furono esposti nel parco non solo dinosauri, ma anche altri animali estinti.

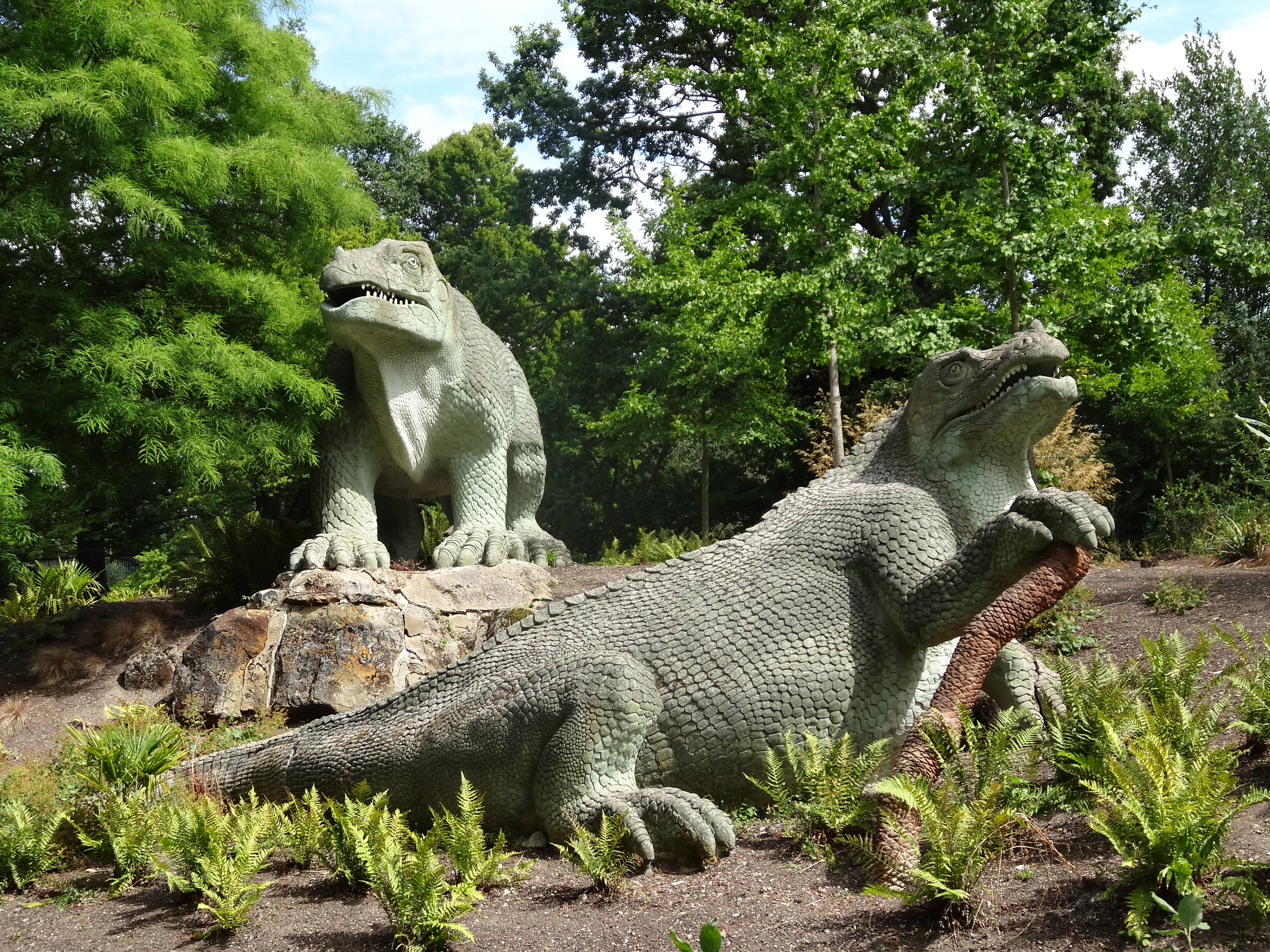
Sculture di Mantellodon presenti nel parco.

## Trasporti
Il quartiere è servito dalla Stazione di Crystal Palace, capolinea di una diramazione della London Overground e dalla quale partono anche collegamenti ferroviari con le stazioni di London Bridge e Victoria.